# Joseph Trinquet
Joseph Trinquet est un prêtre sulpicien français, né à Villedieu (Vaucluse) le 7 juin 1919 et mort à Valréas (Vaucluse) le 17 août 2001. Il a réalisé l'appareil de notes de la traduction complète de la Bible du chanoine Osty. Cette traduction est parue initialement en vingt-deux fascicules aux éditions Rencontres en 1970, puis en un seul volume aux Éditions du Seuil en 1973.

## Biographie
Fils d'un jardinier et d'une cartonnière, il étudie à l'école libre de Valréas, puis au Petit et au Grand Séminaire d'Avignon, puis à Rome. Prêtre de Saint-Sulpice, ordonné en 1943, il est incardiné dans le diocèse d'Avignon.
Il est professeur au séminaire Saint-Sulpice à Issy-les-Moulineaux de 1945 à 1985.
Il est professeur d'éthiopien ancien à l'École des Langues Orientales Anciennes de l'Institut Catholique de Paris.